# Campionato di Formula 4 degli Emirati Arabi Uniti
Il Campionato di Formula 4 degli Emirati Arabi Uniti, o Formula 4 UAE Championship è un campionato inaugurato nel 2016, che segue le normative FIA Formula 4.

## Storia
Nel 2013, la FIA ha annunciato l'intenzione di introdurre una nuova categoria di corse monoposto al fine di colmare il divario tra karting e Formula 3.
Nei due anni successivi, l'ATCUAE ha lavorato per sviluppare un campionato di Formula 4 per gli Emirati Arabi Uniti, che puntava ad essere il primo nella regione mediorientale e nordafricana. Uno dei primi passi compiuti è stato quello di nominare la AUH Motorsports con sede a Dubai per gestire il campionato, in base alla loro esperienza e competenza nell'aver gestito la serie regionale Radical Sportscars per diversi anni.
Nel febbraio 2016, il campionato è stato fondato, di fronte all'edificio più alto del mondo, il Burj Khalifa di Dubai.
Dopo il lancio nel febbraio 2016, la monoposto ha effettuato il suo primo test presso Dubai Autodrome, con alla guida il pilota di Indy Lights Ed Jones, nato a Dubai.

## Monoposto
Per il campionato si utilizzano le auto progettate da Tatuus, con telaio monoscocca in fibra di carbonio. Il motore è un turbo Abarth da 1,4 litri, stesso motore utilizzato del Campionato italiano di Formula 4 e nel Campionato ADAC di Formula 4. Nel 2022, schiererà per prima le nuove Tatuus di seconda generazione con halo, la Tatuus T-421.
Tabella auto
| Monoposto      | Motore       | Anni      |
| -------------- | ------------ | --------- |
| Tatuus F4-T104 | Abarth 1,4 L | 2016-2021 |
| Tatuus T-421   | Abarth 1,4 L | 2022-     |

## Albo d'oro

### Piloti
| Stagione | Pilota            | Team               | Gare | Vittorie | Pole | Podi | G\V | Punti | Margine |
| -------- | ----------------- | ------------------ | ---- | -------- | ---- | ---- | --- | ----- | ------- |
| 2016–17  | Jonathan Aberdein | Team Motopark      | 18   | 14       | 10   | 16   | 12  | 368   | 107     |
| 2017–18  | Charles Weerts    | Dragon Motopark F4 | 23   | 8        | 3    | 16   | 9   | 377   | 52      |
| 2019     | Matteo Nannini    | Xcel Motorsport    | 20   | 7        | 6    | 16   | 7   | 363   | 68      |
| 2020     | Francesco Pizzi   | Xcel Motorsport    | 20   | 8        | 3    | 10   | 5   | 300   | 26      |
| 2021     | Enzo Trulli       | Cram Durango       | 20   | 4        | 0    | 13   | 5   | 319   | 1       |
| 2022     | Charlie Wurz      | Prema Powerteam    | 20   | 2        | 3    | 9    | 2   | 255   | 45      |
| 2023     | James Wharton     | Mumbai Falcons     | 15   | 4        | 4    | 11   | 5   | 232   | 20      |
| 2024     | Freddie Slater    | Mumbai Falcons     | 15   | 2        | 0    | 6    | 4   | 172   | 4       |

### Teams
| Stagione | Team               | N.Piloti | Vittorie | Pole | Podi | G\V | Punti | Margine |
| -------- | ------------------ | -------- | -------- | ---- | ---- | --- | ----- | ------- |
| 2016–17  | Team Motopark      | 2        | 14       | 10   | 31   | 18  | 629   | 390     |
| 2017–18  | Dragon Motopark F4 | 3        | 9        | 3    | 19   | 10  | 580   | 19      |
| 2019     | Xcel Motorsport    | 5        | 11       | 8    | 30   | 11  | 632   | 171     |
| 2020     | Xcel Motorsport    | 6        | 11       | 3    | 32   | 9   | 595   | 182     |
| 2021     | Xcel Motorsport    | 9        | 11       | 14   | 34   | 12  | 1024  | 662     |
| 2022     | Prema Powerteam    | 3        | 8        | 8    | 22   | 7   | 550   | 165     |
| 2023     | Mumbai Falcons     | 4        | 8        | 6    | 21   | 7   | 444   | 221     |
| 2024     | Mumbai Falcons     | 4        | 5        | 3    | 18   | 8   | 340   | 102     |

### Rookie
| Stagione | Piloti              | Team                 |
| -------- | ------------------- | -------------------- |
| 2016–17  | Logan Sargeant      | Team Motopark        |
| 2017–18  | David Schumacher    | Rasgaira Motorsports |
| 2019     | Matteo Nannini      | Xcel Motorsport      |
| 2020     | Francesco Pizzi     | Xcel Motorsport      |
| 2021     | Enzo Trulli         | Cram Durango         |
| 2022     | Rafael Câmara       | Prema Powerteam      |
| 2023     | Tuukka Taponen      | Mumbai Falcons       |
| 2024     | Kean Nakamura-Berta | Mumbai Falcons       |